# Kadapa
Kadapa (hindi कडपा, trl. Kaḍapa) – miasto w środkowo-południowych Indiach, w południowej części stanu Andhra Pradeś, w dystrykcie Kadapa, około 330 km w linii prostej na południe od tymczasowej stolicy stanu – Hajdarabadu. Jest siedzibą administracyjną dystryktu.
W 2011 było ósmym pod względem liczby ludności miastem w stanie, najludniejszym w dystrykcie. Zamieszkiwało je 343 054 osoby. Mężczyźni stanowili 50,2% populacji, kobiety 49,8%. Umiejętność pisania posiadało 78,66% mieszkańców w przedziale od siedmiu lat wzwyż, przy czym odsetek ten był wyższy u mężczyzn – 85,56%. Wśród kobiet wynosił 71,77%. Dzieci do lat sześciu stanowiły 11,4% ogółu mieszkańców miasta. W strukturze wyznaniowej przeważali hinduiści – 65,42%. Islam deklarowało 31,65%; 1,81% liczyła społeczność chrześcijan, 0,15% dźinistów, 0,03% sikhów. Około 38% mieszkańców miasta i terenów bezpośrednio do niego przylegających (Out Growth) żyło w slumsach.
Miasto z trzech stron otoczone jest pasmami wzgórz – Nallamala i Palkonda.